# Josef Toman (kněz)
Josef Toman (14. ledna 1880 Netín – 8. prosince 1957 Brno) byl moravský římskokatolický duchovní, prelát Královské stoliční kapituly u sv. Petra a Pavla v Brně.

## Životopis
Roku 1899 maturoval na gymnáziu v Třebíči. Po dvou semestrech na Filozofické fakultě Univerzity Karlovy v Praze přešel na bohoslovecký ústav do Brna. Kněžské svěcení přijal 26. července 1904. Na teologické fakultě v Olomouci získal doktorát teologie.
Jako kněz působil nejprve v Prosiměřicích, později v Brně. Zde byl nejprve katechetou a následně představeným chlapeckého semináře. V letech 1919 až 1923 byl duchovním správcem starovické farnosti. Následně se stal profesorem bohosloví na biskupském semináři v Brně. V roce 1950 byl jmenován sídelním kanovníkem Královské stoliční kapituly v Brně (instalován 13. dubna 1950). Dne 8. listopadu 1952 byl jmenován arcijáhnem a následně prelátem Královské stoliční kapituly sv. Petra a Pavla v Brně (benedikován 8. prosince 1952)
Angažoval se také v zájmových organizacích. Byl mj. předsedou Ústřední Jednoty Reifeisenek v Brně, místopředsedou Moravské banky. Ve třicátých letech se souhlasem brněnského biskupství zastupoval ve výše uvedených hospodářských organizacích Československou stranu lidovou.